# Warriorz
Albums de M.O.P.
First Family 4 Life
(1998) 10 Years and Gunnin'
(2003)
Warriorz est le quatrième album studio de M.O.P., sorti le 10 octobre 2000.
L'album s'est classé 2e au Top Independent Albums, 5e au Top R&B/Hip-Hop Albums et 25e au Billboard 200.

## Liste des titres
| No  | Titre                                                      | Auteur                                              | Contient un (des) sample(s) de | Durée |
| --- | ---------------------------------------------------------- | --------------------------------------------------- | --- | ----- |
| 1.  | Premier Intro                                              | Christopher Martin                                  | Ante Up (Robbing-Hoodz Theory) de M.O.P. World Famous de M.O.P. Stick to Ya Gunz de M.O.P. featuring Kool G Rap G-Building de M.O.P.                                 | 1:33  |
| 2.  | Welcome to Brownsville (featuring Teflon)                  | L. Starling, Eric Murray, Jamal Grinnage            | So Deep in Love de Deniece Williams | 3:59  |
| 3.  | Everyday (featuring The G&B Product)                       | E. Murray, J. Grinnage, D. McRae, M. Moore-Hough    | If It Isn't Love de New Edition On the Radio d'Archie Bell & the Drells                                                                                              | 4:50  |
| 4.  | Ante Up (Robbin' Hoodz Theory) (featuring Funkmaster Flex) | E. Murray, J. Grinnage, D. Pittman                  | Soul Sister Brown Sugar de Sam & Dave | 4:08  |
| 5.  | Face Off                                                   | E. Murray, J. Grinnage, C. Martin                   | Just a Prisoner de Billy Paul It's Too Late de Billy Paul | 4:06  |
| 6.  | Warriorz                                                   | E. Murray, J. Grinnage, Imsomie Leeper              | I Forgot to Be Your Lover des Mad Lads | 4:43  |
| 7.  | G-Building                                                 | E. Murray, J. Grinnage                              | Don't Call Me Nigger, Whitey de Sly and the Family Stone | 3:36  |
| 8.  | Old Timerz                                                 | E. Murray, J. Grinnage, L. Elliot                   | | 3:50  |
| 9.  | On the Front Line                                          | E. Murray, J. Grinnage, C. Martin                   | Garden of Eve de Pino Donaggi | 3:06  |
| 10. | Nig-Gotiate                                                | E. Murray, J. Grinnage                              | | 2:26  |
| 11. | Follow Instructions                                        | E. Murray, J. Grinnage, C. Martin                   | Just Memories d'Eddie Kendricks Burning of the Midnight Lamp de Jimi Hendrix Do the Funky Chicken (Live) de Rufus Thomas New York Giants de Big Pun featuring M.O.P. | 5:03  |
| 12. | Calm Down                                                  | E. Murray, J. Grinnage                              | Design for Living de Nona Hendryx | 3:39  |
| 13. | Power                                                      | E. Murray, J. Grinnage                              | Lover Man de Grover Washington, Jr. | 4:30  |
| 14. | Home Sweet Home (featuring Lord Have Mercy)                | E. Murray, J. Grinnage, Dominick Lamb, Wayne Notise | | 3:58  |
| 15. | Background Niggaz                                          | E. Murray, J. Grinnage, D. Pittman                  | That Kind of Fire de Facts of Life | 3:54  |
| 16. | Cold as Ice                                                | E. Murray, J. Grinnage                              | Cold as Ice de Foreigner Your Smiling Face de James Taylor | 4:04  |
| 17. | Operation Lockdown                                         | E. Murray, J. Grinnage, C. Coker                    | Come Dance With Me de One Way | 4:05  |
| 18. | Roll Call                                                  | E. Murray, J. Grinnage, C. Martin                   | Peace of Mind de S.O.U.L. | 4:03  |
| 19. | Foundation                                                 | E. Murray, J. Grinnage, C. Small                    | | 3:42  |